# El dueño del sol
El dueño del sol es una película de Argentina filmada en Eastmancolor dirigida por Rodolfo Mórtola sobre su propio guion escrito en colaboración con Jorge Zanada que se estrenó el 11 de junio de 1987 y que tuvo como actores principales a Alfredo Alcón, Gustavo Belatti, Noemí Frenkel y Luis Luque. El director de fotografía fue el futuro director de cine Aníbal Di Salvo.
Es la ópera prima de Rodolfo Mórtola, que fuera habitual colaborador en los filmes dirigidos por Leopoldo Torre Nilsson.

## Sinopsis
Un estanciero autoritario próximo a morir y sus hijos viven en un lúgubre caserón y pelean entre sí por la herencia en un juego de degradación.

## Reparto
| Actor           | Personaje |
| --------------- | --------- |
| Alfredo Alcón   |           |
| Gustavo Belatti |           |
| Noemí Frenkel   |           |
| Luis Luque      |           |
| Emilia Mazer    |           |
| Christian Diaz  |           |
| Myrna Díaz      |           |
| Elisa Livoisi   |           |
| Marcos Bauer    |           |

## Comentarios
Diario Popular escribió:

«Profundo análisis del poder.»

La Prensa escribió:

«Lo barroco y lo intimista…Posee un marcado estilo operístico barrocoe intimisma, es un film curioso dentro de las actuales realizaciones argentinas.»

Clarín dijo:

«Una metáfora sobre el pasado reciente…se trata por cierto de una obra respetable, quizás excesiva en lo enorme de su intención alegórica a través de la historia que se anunciaba como inspirada en una leyenda correntina.»

Manrupe y Portela escriben:

«Pese a un intento poco feliz de transmitir cierto espíritu poético, un film maldito acerca de los padres, los hijos, la heredad y la perversión que merecería revisarse.»